# 克萊芒·蒂爾潘
克萊芒·蒂爾潘（法語：Clément Turpin，1982年5月16日—），法國足球球證，正職為法學家。他於2006年為法國全國聯賽執法。翌年晉升為法乙的球證。2009年，開始在法甲裁決。兩年後，成為國際足協的國際球證，得以為國際比賽判決。接著，他先後為2014年世界盃歐洲區外圍賽、2016年歐洲國家盃、2016年奧運會男子足球比賽、2017年U-17世界盃以及2018年世界盃歐洲區外圍賽判決.。此外，他還在2016年被法國足球協會選為法甲年度最佳球證。
2018年1月，他被國際足協委任為當屆世界盃的球證之一，並替烏拉圭對沙地阿拉伯的分組賽執法。

## 資料來源
1. ↑  FIFA. "Match Report - Moldova - Ukraine 0:0" （页面存档备份，存于）. 12 October 2012. Retrieved on 24 May 2013.
2. ↑  FIFA."Match Report - Northern Ireland - Azerbaijan 4:0" （页面存档备份，存于）. 11 November 2016. Retrieved on 11 November 2016.
3. ↑  Sud Ouest."Euro 2016 : Clément Turpin sélectionné parmi les 18 arbitres de la compétition" （页面存档备份，存于）. 15 December 2015. Retrieved on 15 December 2015.